# کریدگاردن
کریدگاردن (به سوئدی: Kryddgården) یک منطقهٔ مسکونی در سوئد است که در شهرستان اسکونه واقع شده‌است. کریدگاردن ۳٬۳۶۶ نفر جمعیت دارد.